# Климов, Николай Семёнович
Никола́й Семёнович Кли́мов (27 января 1947, Симферополь, Крымская область, РСФСР, СССР — 18 октября 2011, Симферополь, АР Крым, Украина) — советский футболист, нападающий.

## Биография
Воспитанник симферопольской «Таврии». Первый тренер — Л. Чернов.
В 1965 году попал в основной состав «Таврии». В 1966 году выступал в московском «Торпедо», где провёл 8 матчей и забил 1 гол. Затем вернулся в «Таврию», играя в команде три года. В 1970 году являлся игроком донецкого «Шахтёра». Климов повёл 9 матчей и забил 2 мяча. В 1971 году перешёл в одесский «Черноморец», где сыграл 11 игр.
В 1971 году вновь стал игроком «Таврии», где играл на протяжении следующих шести лет. Вместе с командой стал победителем Второй лиги СССР 1973. В 1974 году стал лучшим бомбардиром Первой лиги СССР забив 25 голов, разделив титул вместе с Александром Маркином из пермской «Звезды».
Закончил карьеру в 30 лет в связи с болезнью. Всего в «Таврии» провёл 336 матчей и забил 108 мячей в чемпионатах СССР, в Кубке СССР провёл 18 матчей и забил 11 голов. Став третьим бомбардиром клуба в истории и четвёртым футболистом по сыгранным матчам. Болельщики Таврии прозвали Николая Климова «Царём Николаем». С 1978 года по 1979 год являлся тренеров в «Таврии».
Скончался 18 октября 2011 года на 64 году жизни. Похоронен на кладбище «Абдал».

## Стиль игры
Играл на позиции нападающего. Сайт Football.ua характеризует его как выносливого, резкого, с хорошей скоростью. Отличался игрой головой.

## Достижения
- Победитель Второй лиги СССР (1): 1973
- Лучший бомбардир Первой лиги СССР (1): 1974